# Romuald de Ravenne
Pour les articles homonymes, voir Romuald.
Romuald de Ravenne, ou saint Romuald, né vers 951 et mort en 1027, est un moine, fondateur de l'ordre camaldule (branche autonome de l'ordre de Saint-Benoît). Considéré comme le dernier des Pères du désert, il a d'abord été célébré le 7 février (jour de la translation de ses reliques), puis plus récemment le 19 juin (jour de sa mort), selon le calendrier romain promulgué en 1969. Il est un saint thaumaturge, invoqué contre les troubles psychiques.

## Biographie

### Jeunesse et conversion
Romuald naquit vers 951 dans la famille des Onesti, ducs de Ravenne, et grandit dans le confort, le goût des plaisirs, la vie facile de son milieu aristocrate.
Profondément troublé par le meurtre d'un parent, le duc Serge de Ravenne, commis par son père lors d'un duel, il se retira du monde pour faire pénitence en son nom. Il prit l'habit bénédictin dans le monastère d'Apollinaire-in-Classe où il resta pendant trois ans. Là, des religieux jaloux de sa conduite exemplaire complotèrent sa mort. Averti par un des complices, il se retira dans la solitude, non loin de Venise, auprès d'un ermite nommé Marin et y passa trois ans.

### Vocation érémitique en France

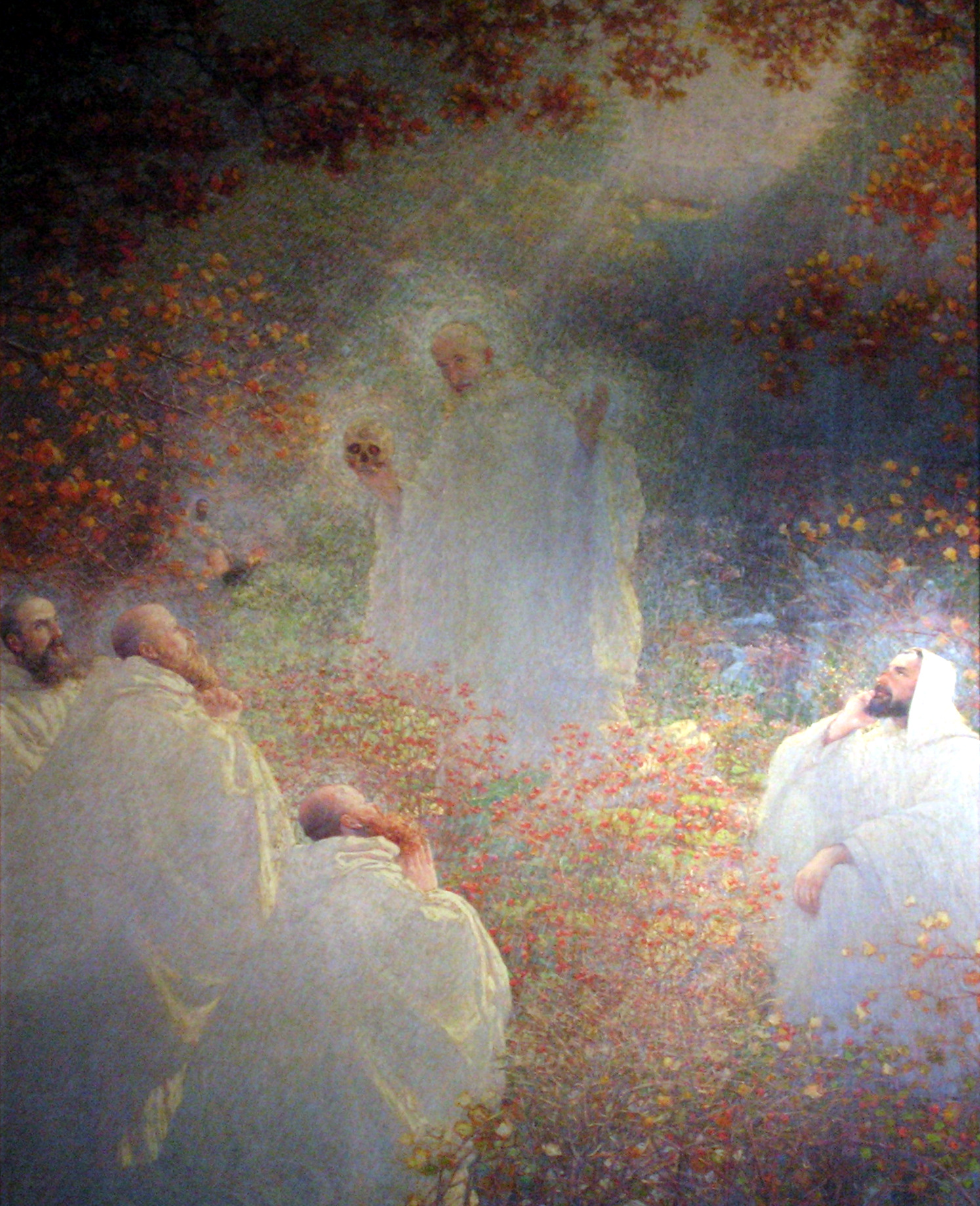
Saint Romuald et cinq disciples dans la forêt, Augusto Mussini (1914), église de l'ermitage des camaldules à Camaldoli.

En 978, Romuald et Marin accompagnèrent en France le doge de Venise Pietro Orseolo. Il vécut dans la solitude, près de l'abbaye Saint-Michel de Cuxa. Romuald apprenant que son père, qui s'était fait religieux, songeait à retourner dans le monde, voulut alors quitter Cuxa pour retourner en Italie afin de l'en dissuader. 
Apprenant le départ prochain de Romuald, les habitants qui le considéraient déjà comme saint, prirent la décision de le faire assassiner, afin d'en garder le corps comme « reliques » bénéfiques. Se doutant du funeste dessein qu'on lui réservait Romuald se fit passer pour fou et les protagonistes de son assassinat ne voyant plus en lui qu'un être dénué de raison, le laissèrent partir.

### Réformateur et fondateur
Les ermites ne manquaient pas dans l'Italie des Xe et XIe siècles : le choix de la solitude et de l'éloignement était une double réaction : contre une Église trop compromise avec le monde politique et contre la vie monastique traditionnelle jugée « relâchée. » Ils souhaitaient revenir à la liberté spirituelle du monachisme primitif. Romuald est le catalyseur de ces aspirations : retour à la pureté originelle du monachisme oriental avec la créativité intérieure de la sequela Christi, avec réinsertion dans la communion ecclésiale au moyen de l'obéissance religieuse. 
L'autorité morale et religieuse que lui donnait une vie personnelle de grande austérité et pénitence l'aida à réformer de nombreux monastères (Italie, France, Hongrie, Pologne, etc.), réintroduisant le modèle cénobitique oriental qui alliait solitude personnelle et célébrations liturgiques communes. Cet idéal se concrétisa plus particulièrement dans sa fondation (1012) à Camaldoli, en Toscane (Italie) (d'où le nom de Camaldules), d'un monastère d’un type nouveau où la vie commune alliant travail et office divin se conjuguait avec l’érémitisme. Les moines y abandonnèrent l’habit noir pour l’habit blanc et portèrent la barbe pleine. Bien d'autres monastères camaldules verront le jour à travers l'Europe du vivant de Romuald et plus tard à travers le monde.

### Influence et vie spirituelle personnelle

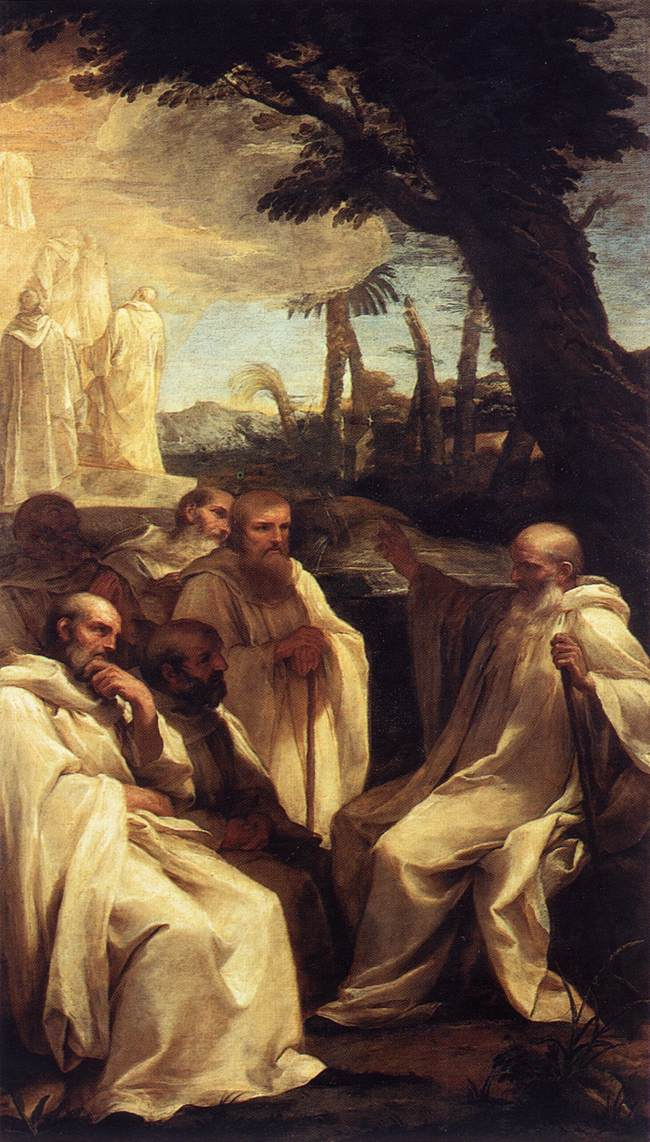
La Vision de saint Romuald, Andrea Sacchi, 1631.

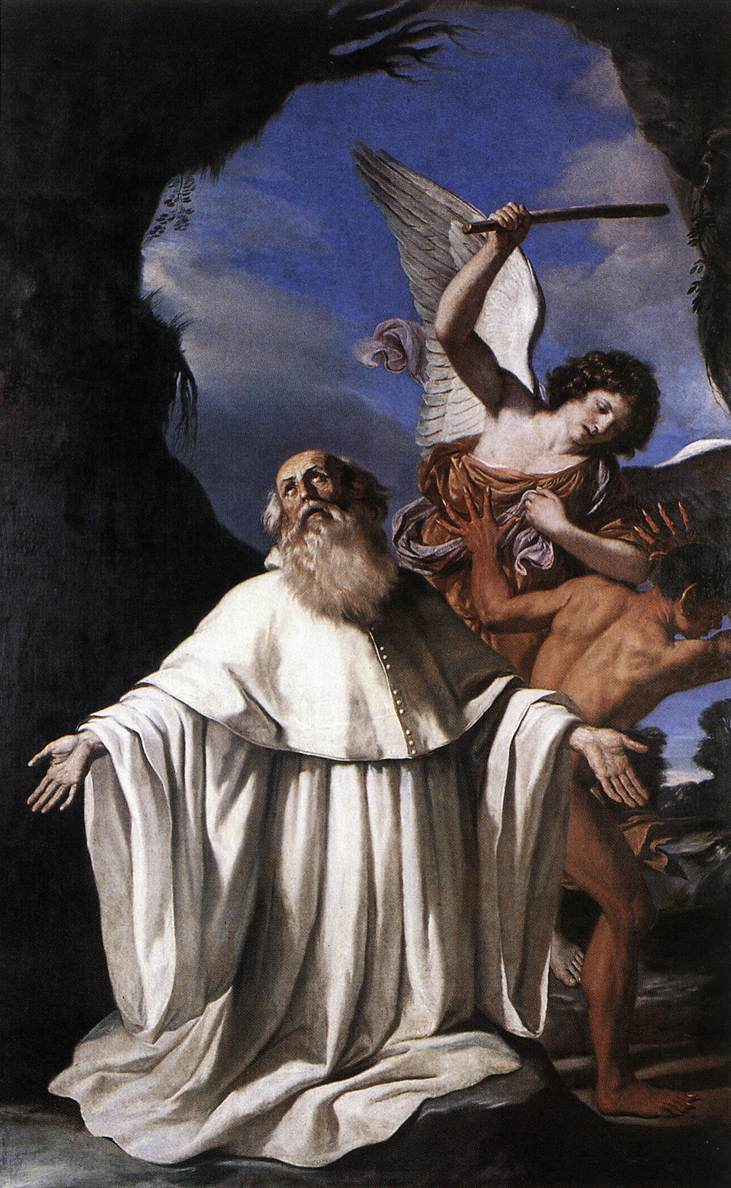
Saint Romuald par Le Guerchin.

Les plus grands, les plus puissants, lui rendaient visite, lui demandaient conseil, se confiaient à lui et se convertissaient, se dépouillant de toutes leurs richesses pour marcher dans les pas de leur guide. Romuald refusait systématiquement titres et honneurs, allant parfois jusqu'à simuler la folie pour s'en dégager et conserver une vie ascétique.
Il jouit, à un très haut niveau, du don des larmes. Il ne pouvait célébrer une messe sans verser des larmes, ce qui dénote à quel point ce serviteur de Dieu était un homme libre et aimant. C'est précisément cet esprit de liberté qui se reconnaît dans l'enseignement de Romuald, dans ses conseils si simples et si discrets, générateurs de paix et de joie, qui rappellent les préceptes des Pères du désert.
On retient aussi son immense bonté à l'égard des pauvres, des méprisés de la vie, des animaux de toutes espèces qui venaient librement à lui. Dans bon nombre de manuscrits camaldules, on peut encore lire que l'ermite Romuald considérait que les animaux méritaient tout autant d'être soignés que les hommes et c'est ainsi qu'il pansait autant les plaies de ses semblables que celles des animaux qu'il recueillait dans sa cellule.
On se souvient enfin de cette phrase du saint qui s'écriait dans la joie de son cœur : « Ô cher Jésus, ô mon bien-aimé, mon doux miel, mon ineffable désir, douceur des saints, suavité des anges ! »

### Décès et canonisation

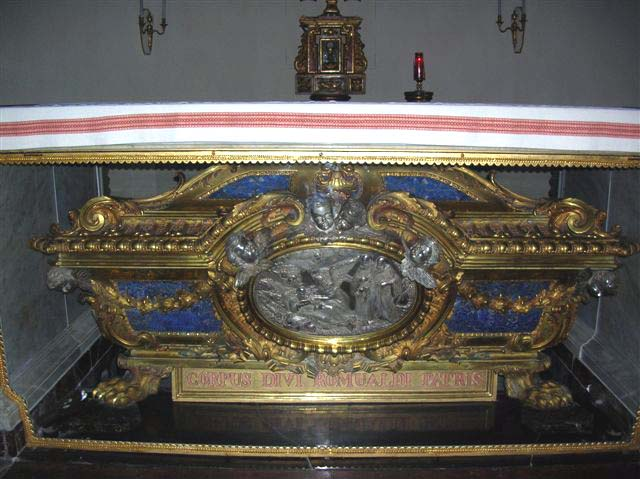
Reliques de Romuald à Fabriano.

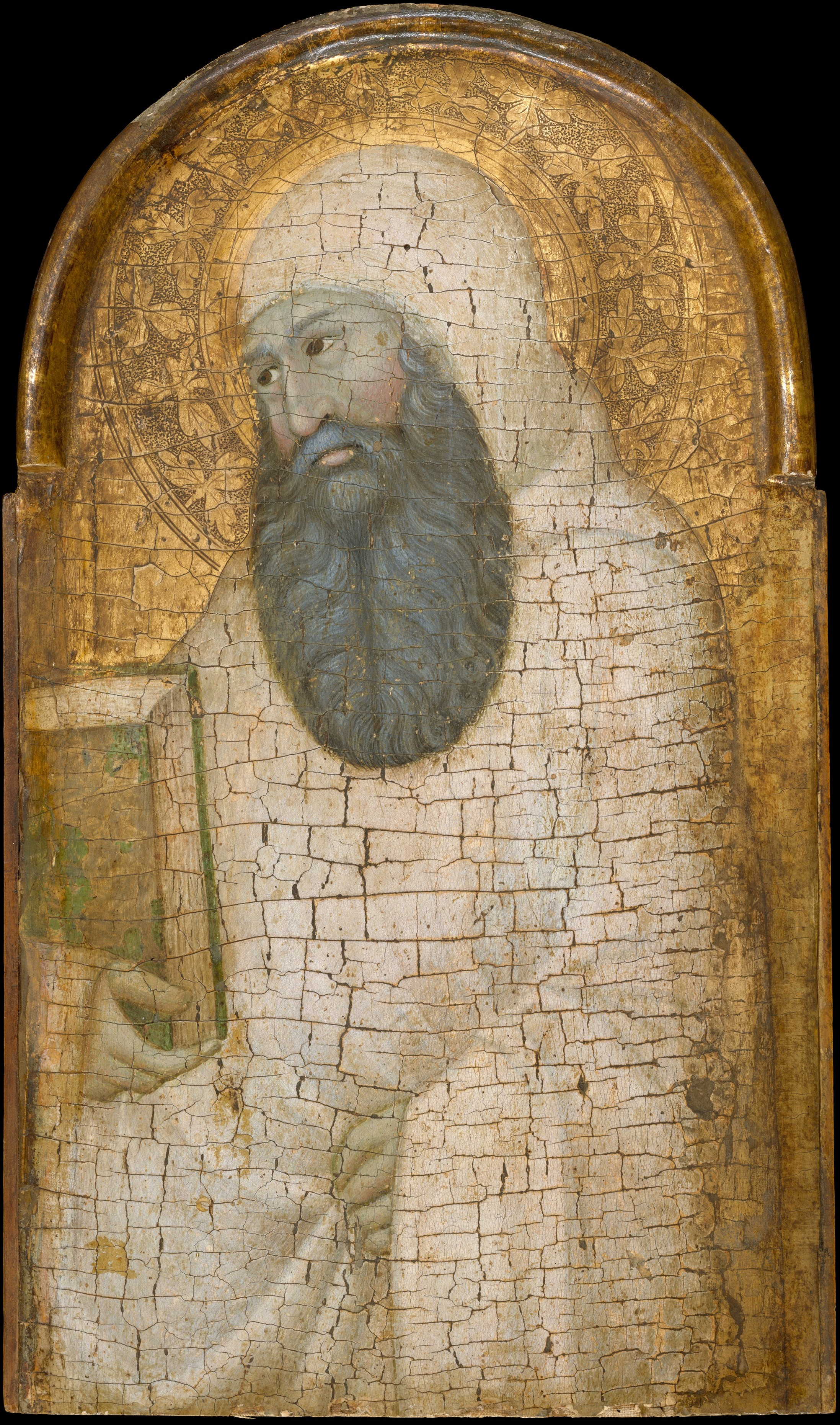
St Romuald par Guido Palmerucci (v. 1320).

Comme il l’avait prédit vingt ans plus tôt à ses frères, il vint mourir au monastère de Val di Castro le 19 juin 1027. Son tombeau (où son corps était resté intact) attira les pèlerins et des miracles s'y produisirent. Romuald fut canonisé en 1595 par le pape Clément VIII.
Son sarcophage est visible en l'église Saint-Romuald (chiesa di San Romualdo) de Fabriano où ses reliques ont été transférées le 7 février 1481.

## Iconographie
Il est représenté avec une longue barbe, et l'habit blanc des camaldules. Ses attributs sont la Bible, un démon qui le tente, et l'échelle sur laquelle il vit en songe les moines monter vers le ciel. Il a été peint par Fra Angelico en 1440, Le Guerchin au XVIIe siècle et Giuseppe Bazzani au XVIIIe siècle.

## Évaluation
- Romuald marque la charnière entre la spiritualité orientale et occidentale. Né dans l'orientalisme italien (à Ravenne) il étudie et découvre en profondeur les Pères du désert dans un monastère très occidental, l'abbaye Saint-Michel de Cuxa, où il passe près de dix ans. Sa contribution se trouve dans cette dimension d'enracinement ecclésial de l'érémitisme chrétien.
- Romuald a laissé une Petite règle : une centaine de maximes monastiques rassemblées par son disciple Jean et rédigées par un autre disciple Bruno de Querfurt. Elles sont reçues comme un complément à la règle de saint Benoît.
- Il eut comme premier biographe son disciple saint Pierre Damien (Vita Romualdi (1042)), puis Louis-Albert Lassus (Saint Romuald de Ravenne, l'Ermite Prophète, Édition Sainte Madeleine (1991)).